# فرفیونیان آکالیفویدئا
فرفیونیان آکالیفویدئا(نام علمی: Acalyphoideae) نام یک زیرخانواده از تیره فرفیونیان است.